# Robert Matschullat
Robert W. Matschullat é um investidor estadunidense. Robert Matschullat empenhou o cargo de Vice-Presidente do Coselho de Administração da Seagram Company Ltd. de outubro de 1995 até junho de 2000. Desde 2002, Robert Matschullat é um dos diretores da McKesson Corporation, e também da The Walt Disney Company. Em 2007, Robert Matschullat é também um dos diretores da Visa Inc.